# Changer les règles du jeu
 (signalé en août 2025).
Si vous disposez d'ouvrages ou d'articles de référence ou si vous connaissez des sites web de qualité traitant du thème abordé ici, merci de compléter l'article en donnant les références utiles à sa vérifiabilité et en les liant à la section « Notes et références ».
- Archive Wikiwix
- Bing
- Cairn
- DuckDuckGo
- E. Universalis
- Gallica
- Google
- G. Books
- G. News
- G. Scholar
- Persée
- Qwant
- (zh) Baidu
- (ru) Yandex
- (wd) trouver des œuvres sur Wikidata

 (avril 2025).
Changer les règles du jeu est une analogie qui correspond au fait de changer les règles d'un jeu en cours de route de manière que les nouvelles règles offrent à l'une des parties un avantage ou un inconvénient.

## Erreur logique
Changer les règles du jeu est une erreur de raisonnement informelle dans laquelle les preuves présentées en réponse à une affirmation spécifique sont rejetées et d’autres preuves (souvent plus exigeantes) sont demandées. C'est-à-dire qu'après qu'un des joueurs a gagné, on change les règles pour nier sa victoire.

## Usage
Certains catégorisent cette tactique comme du harcèlement. Dans le harcèlement au travail, le changement des règles du jeu est une tactique classique du processus d'humiliation.